# Caproni Vizzola C-22J
Il Caproni Vizzola C-22J era un bimotore a getto da addestramento biposto con due posti affiancati, realizzato dall'azienda italiana Caproni Vizzola negli anni ottanta.

## Storia del progetto
Il C-22J venne progettato alla fine degli anni settanta ed è l'ultimo velivolo uscito dalla fabbrica Caproni. Realizzato su iniziativa privata come addestratore a basso costo d'acquisto e d'esercizio, il Caproni Vizzola C.22J fu l'ultimo aereo nato sotto il nome Caproni.
Il progetto iniziò nel 1978 in risposta ad una specifica della United States Air Force per la fornitura di un nuovo addestratore con ridotti costi di esercizio. Tutte le fasi di sviluppo, costruzione e test del velivolo vennero effettuate da un team di 14 persone sotto la guida di Carlo Ferrarin e Livio Sonzio.
Il primo C-22J con marche I-CAVJ fu collaudato il 21 luglio 1980. Il prototipo successivamente presentato staticamente al salone di Parigi del 1981 ed in volo a quello di Farnborough nel 1984, dove fu pilotato da Col. Paolo Barberis, già comandante delle Frecce Tricolori.
L'aereo ebbe successivamente le ali accorciate e dotate di serbatoi d'estremità.
Nel corso del programma di prove fu sottoposto tra l'altro a carichi simulanti persino l'atterraggio su portaerei.
Proposto per la selezione al pilotaggio, l'addestramento basico e quello del personale in servizio presso enti non di volo, telerilevamento, aerofotogrammetria, pattugliamento ambientale, collegamento veloce, avrebbe potuto essere adattato anche quale velivolo teleguidato con lancio tramite catapulta con l'aiuto di un razzo ausiliario. Ne vennero purtroppo completati solo alcuni prototipi.
Uno dei prototipi è esposto presso il Museo dell'Aeronautica Gianni Caproni e, all'interno della collezione, rappresenta la conclusione ideale della storia del gruppo Caproni
Nel 1983 la famiglia Caproni vendette il business aeronautico all'Agusta, la quale da parte sua preferì privilegiare il SIAI S-211 nel mercato degli addestratori militari. La cancellazione del programma avvenne nel 1988 con la vendita da parte di Agusta dello stock di motori Microturbo in giacenza.

## T-344 Vespa
Nel 2015, presso il Reparto Sperimentale, durante la presentazione dei nuovi velivoli prossimi ad entrare in servizio nell'Aeronautica Militare, ne è stata presentata una nuova versione ridesignata T-344 Vespa, studiata insieme ad As Research Center per sostituire gli Aermacchi SF-260.

## Tecnica
Il C-22J, addestratore leggero contraddistinto da una grande semplicità in ogni sua parte con struttura interamente metallica.
Il velivolo ha l'ala in metallo, a corda costante, con flap, alettoni e diruttori/aerofreni, anch'essi interamente in alluminio. L'ala, costruita sul profilo Wortmann FX-67K-170, dotata di alettoni, flap e diruttori, è priva di rastremazione e tradisce la discendenza del progetto dal mondo dei veleggiatori. Nell'intradosso sono previsti dai 2 ai 4 attacchi per un limitato carico bellico. L'impennaggio a T è collegato alla fusoliera da una sottile trave in alluminio.
L'abitacolo, che contribuisce alla portanza, ha struttura portante in alluminio e guscio in vetroresina, mentre la trave di coda e gli impennaggi sono in alluminio.
Nella parte posteriore erano installati i due motori TRS-18-1 da 148 kg di spinta, alimentati mediante un'unica presa d'aria dorsale. Il carrello triciclo anteriore era retrattile elettricamente. Per l'addestramento al tiro o un limitato ruolo tattico poteva portare una varietà di carichi agganciati a due o quattro piloni standard subalari.
L'esemplare di preserie I-GIAC con le ali accorciate, serbatoi di estremità e nuovi motori volò il 17 febbraio 1983, ottenendo la certificazione da parte del RAI nel 1988.

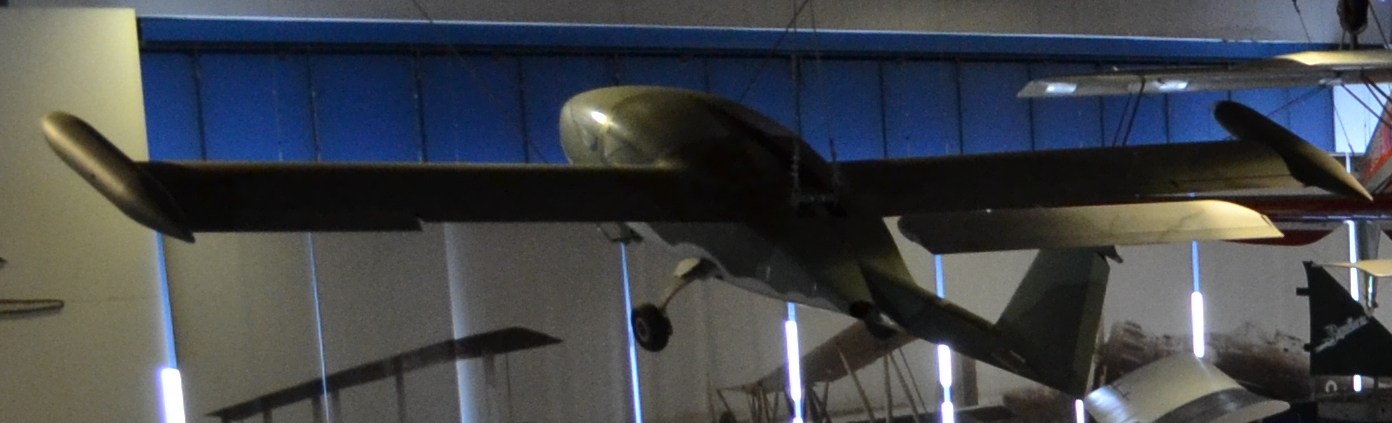
Un simulacro originale del Caproni Vizzola C-22J è conservato presso il museo dell'aeronautica Gianni Caproni di Trento.

Presenta spiccate doti manovriere, con un fattore di carico massimo ammesso di 7g positivi e 3,5 negativi in configurazione pulita. Viene infatti certificato in categoria acrobatica sotto la FAR23.
I due motori a turbogetto sono alloggiati nella parte posteriore ed alimentati da un'unica presa d'aria NACA dorsale posta subito dietro l'abitacolo. Il compressore è di tipo centrifugo monostadio, così come monostadio è la turbina di tipo assiale con camera di combustione a flusso inverso. Il consumo specifico è alto il che obbliga l'adozione dei serbatoi alari di estremità, per una capacità di 70 litri ciascuno, non presenti sul prototipo, ma installati sull'esemplare di preserie.